# Jonathan Callan

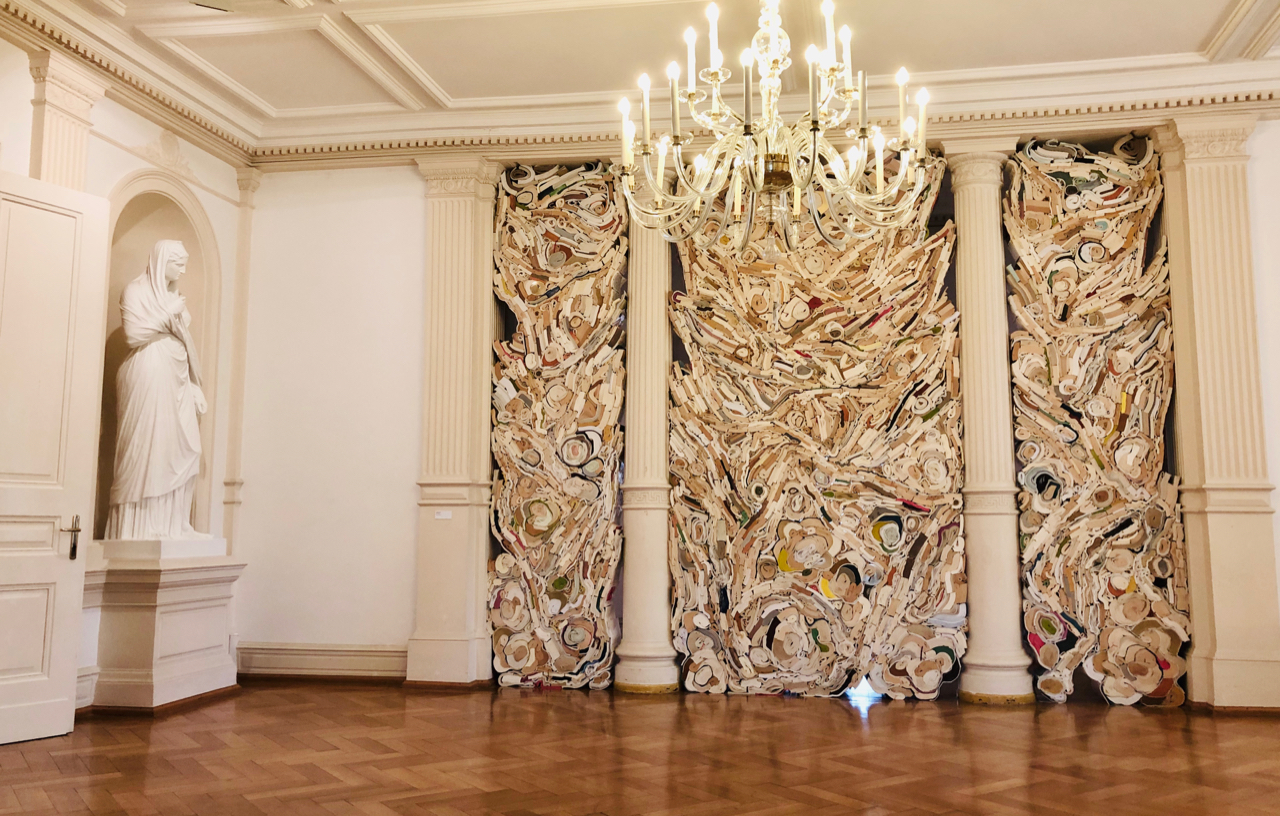
Installationsansicht von Jonathan Callan, Court, 2018, Papier und Schrauben, 445 cm × 375 cm, zur Ansicht 2018/2019 im Kunstmuseum Villa Zanders, Bergisch Gladbach

Jonathan Callan (* 15. Februar 1961 in Manchester) ist ein britischer bildender Künstler.

## Leben
Jonathan Callan wuchs im englischen Manchester auf. Beeindruckt von der Konzeptkunst der 60er und 70er Jahre ließ er alternative Pläne für ein Designstudium fallen. 1980 studierte er am Goldsmiths College of Art (1984 BA Honours, 1st Class). 1988 erhielt er die Zulassung zur Slade School of Fine Art (1990 Higher Diploma of Fine Arts (HDFA), vergleichbarer Abschluss ist der Master of Sculpture). 1992 erhielt er die Boise Scholarship, 1993 die Henry Moore Fellowship in Sculpture der Winchester School of Art. Callan lebt und arbeitet in London.

## Werk
Callans Werk besteht weitestgehend aus Skulpturen und Bildern. Bedingt durch das Hauptmaterial Papier sind die Skulpturen in Innenräumen zu finden. Zentrales Thema seines Werkes ist Information.
Sein künstlerischer Arbeitsprozess beginnt mit zufällig gefundenen Büchern oder Abbildern, mitunter Fotografien. Das Werk entsteht durch einen intuitiv-explorativen Prozess, der handwerklich vielseitig und mit teils obsessiver Akribie ausgeführt wird. Callan nutzt nahezu alle vorstellbaren Bearbeitungsformen: Sägen, Biegen, Ausstechen, Reiben, Bohren, Kleben, Nageln, Schrauben, Schleifen, Zerkochen zu Pulpe oder Überformen. Dabei wird der ursprünglich eindeutige Kontext eines Buches nahezu vollständig auslöscht. Das Ausgangsmaterial verwandelt sich in eine objekthafte, ästhetische Skulptur, die nun sinnlich-ästhetisch erfahrbar ist und auf die Beschränkungen von Sprache und Information weist.
Die Werktitel, oft rhythmische Kompositionen unter Verwendung der ursprünglichen Buchtitel, sind nicht selten die einzig erkennbare Referenz zum Ursprungsmaterial. Manche Publizisten rechnen Callan zu einem Vertreter der „Book Art“ oder „Paper Art“, er lehnt diese Bezeichnung als unzulässige Reduzierung ab. In seiner bildhauerischen Tätigkeit knüpft er stattdessen an die künstlerische Tradition der „New Object Art“ bzw. „New British Sculpture“ (Tony Cragg, Bill Woodrow, Tony Carter, Richard Deacon, Alison Wilding und Richard Wentworth) an.

## Einzelausstellungen und Sammlungen (Auswahl)
- Jonathan Callan & Oskar Holweck: Paperwork, Galerie Martin Kudlek, Köln, 2021
- Inside Out!, Einzelausstellung mit Andreas My, Kunstmuseum Villa Zanders, 2018, Bergisch Gladbach
- I don't believe you, Galerie Martin Kudlek, Köln, 2017
- Kernel, Hopstreet Gallery, Brüssel, 2016
- Colony, Josée Bienvenu Gallery, New York 2016
- Vacation, Hopstreet Gallery, Brüssel, 2015
- Word will fold, Galerie Martin Kudlek, Köln, 2014
- Bind, Josée Bienvenu Gallery, New York 2013
- Prospero, Martin Asbaek Galerie, Kopenhagen, 2012
- Set, Galerie Martin Kudlek, Köln, 2012
- New Work, Hopstreet Galerie, Brüssel, 2011
- Blancpain Art Contemporain, Brüssel, 2010
- Faith, Kudlek van der Grinten Galerie, Köln, 2010
- Making subjects and verbs agree, John Michael Kohler Arts Center, Wisconsin, USA, 2010
- I can't tell you why, Grusenmeyer Art Gallery, Belgien, 2009
- o.T., Nicole Klagesbrun Galerie (mit Jason Tomme), New York, 2009
- Access Denied, Kudlek van der Grinten Galerie, Köln, 2008
- The Library of Past Choices, Grusenmeyer Art Gallery, Belgien, 2007
- New Works, Galerie Martin Kudlek, Köln, 2006
- Mattress Factory, Pittsburg, USA, 2005
- Empires and other Works, Houldsworth Galerie, London, 2005
- The Apartment, Athen, 2005
- Trace, Zinger Galerie, Niederlande, 2005
- Interference, Firstsite Gallery, Colchester, England, 2003
- Interference, The New Art Gallery Walsall, England, 2002–2003
- New Work, Zwemmer Art, London, 2001
- Grant Selwyn Fine Arts, Los Angeles, 2001
- Santa Barbara Contemporary Arts Forum, USA, 2000
- Grant Selwyn Fine Arts, Los Angeles, 1999
- Hales Gallery, London, 1995
- Entwistle Gallery, London, 1994
- Hales Gallery, London, 1992

Callan ist in Museen und privaten Sammlungen vertreten, u. a. Museum of Modern Art, New York, The British Museum, The Henry Moore Institute, South London Art Gallery, Whitworth Gallery, Manchester, The British Council, The Ferens Art Gallery, Hull, The High Museum Atlanta, USA, The West Collection, Pennsylvania, Leopold-Hoesch-Museum, Princeton University Art Museum, Progressive Art Collection, Ohio, JP Morgan Chase Bank, New York sowie diverse private Sammlungen in England, Europa, China, USA, Korea und Japan.